# Rocades de Pointe-à-Pitre
Les Rocades de Pointe-à-Pitre sont un ensemble de deux rocades qui contournent le centre-ville de Pointe-à-Pitre en Guadeloupe. Ces deux rocades sont les seuls deux axes qui relient les îles de la Basse-Terre et de la Grande-Terre, via les ponts de la Gabarre et de l'Alliance.
La rocade principale connecte les RN 1 à l'ouest et RN 4 à l'est au plus près du centre-ville. D'une longueur de 5,8 km, cette rocade est portée par les RN 1 et RN 4 et est intégralement en 2x2 voies.
La rocade nord, portée par la RN 11 et d'une longueur de 8,3 km, permet une deuxième traversée routière entre les deux îles. Elle connecte la zone industrielle de Jarry à l'ouest à l'aéroport et aux Abymes (RN 5) au nord. Elle est presque totalement en 2×2 voies.

## Historique
De 2012 à 2016, la sortie La Gabarre (ou Lauricisque) fut fermée à la suite d'inondations. Elle a été remise en service le 10 septembre 2016.

## Trafic
La circulation sur le pont de la Gabarre est estimée à 100 000 véhicules par jour. Celle sur le pont de l'Alliance est estimée à 40 000 véhicules par jour.

## Échangeurs

### Rocade principale ou rocade sud
- Début de la rocade principale de Pointe-à-Pitre

rappel
- sur 850 mètres
- Pont de la Gabarre
- La Gabarre (ou Lauricisque) : accès RD 103 vers le port de pêche et le quartier de Lauricisque (quart-échangeur)
- Grand Camp : accès RD 126 vers le quartier de Grand Camp
- Le Raizet : accès RD 125 vers les quartiers du Raizet et de Grand Camp
- : accès voie communale vers le quartier du Raizet (demi-échangeur uniquement en direction de Basse-Terre)
- Patrick-Saint-Eloi : accès RN 5 et RD 126 vers Les Abymes et le centre-ville de Pointe-à-Pitre
- Les Héros : accès RD 129 vers le nord de l'île (Anse-Bertrand, Le Moule, Les Abymes) et l'aéroport Guadeloupe - Pôle Caraïbes
- Chauvel : accès RD 103 vers le CHU de Pointe-à-Pitre/Les Abymes, la route de Besson et les Grands Fonds
- La Marina : accès RN 4 vers les quartiers de La Marina et de l'Université
- Fin de la rocade principale de Pointe-à-Pitre

### Rocade nord
- Début de la rocade nord de Pointe-à-Pitre
- : accès RN 1 vers l'île de la Basse-Terre et RD 32 vers la zone industrielle de Jarry

- : accès voie communale vers le centre-ville de Baie-Mahault et le quartier de La Jaille

- Pont mobile de l'Alliance
- Pont de l'Alliance quart d'échangeur uniquement vers Baie-Mahault

- Aéroport : accès de l'aéroport Guadeloupe - Pôle Caraïbes

- ZAC de Providence/Dothémare Sud : accès à la ZAC de Providence/Dothémare Sud (démi-échangeur uniquement vers Les Abymes centre)

- Les Abymes : accès RN 5 vers Les Abymes, le nord de l'île (Anse-Bertrand et Le Moule), le centre commercial Milénis et le quartier du Raizet et RD 129 vers le quartier du Petit Pérou

- Fin de la rocade nord de Pointe-à-Pitre